# Bénaménil
Bénaménil este o comună franceză situată în departamentul Meurthe-et-Moselle, în regiunea Grand Est.

## Geografie
Cu o suprafață de 938 ha, Bénaménil este mărginită la sud-vest de pădurea Mondon, unde comuna deține 250 ha, iar la nord-est de râul Vezouze, care o separă de teritoriile comunelor Manonviller și Domjevin. Câmpia Vezouze este un spațiu natural protejat Natura 2000 pentru fauna și flora sa.
Solul este format din terenuri aluvionare turboase în nord și din terenuri argilo-silicioase în sud. Satul, central de-a lungul drumului național RN 4, se află la 14 km de Lunéville.

### Comune limitrofe
|               | Manonviller | Domjevin  |
| Thiébauménil  |             | Fréménil  |
| Saint-Clément |             | Buriville |

### Hidrografie
Comuna se află în bazinul hidrografic al Rinului, în cadrul bazinului Rin-Meuse. Este drenată de râul Vezouze, pârâul de la Baraque și pârâul Vieux Pre.
Vezouze, cu o lungime de 75 km, își are izvorul în comuna Saint-Sauveur și se varsă în Meurthe la Rehainviller, după ce traversează 24 de comune.

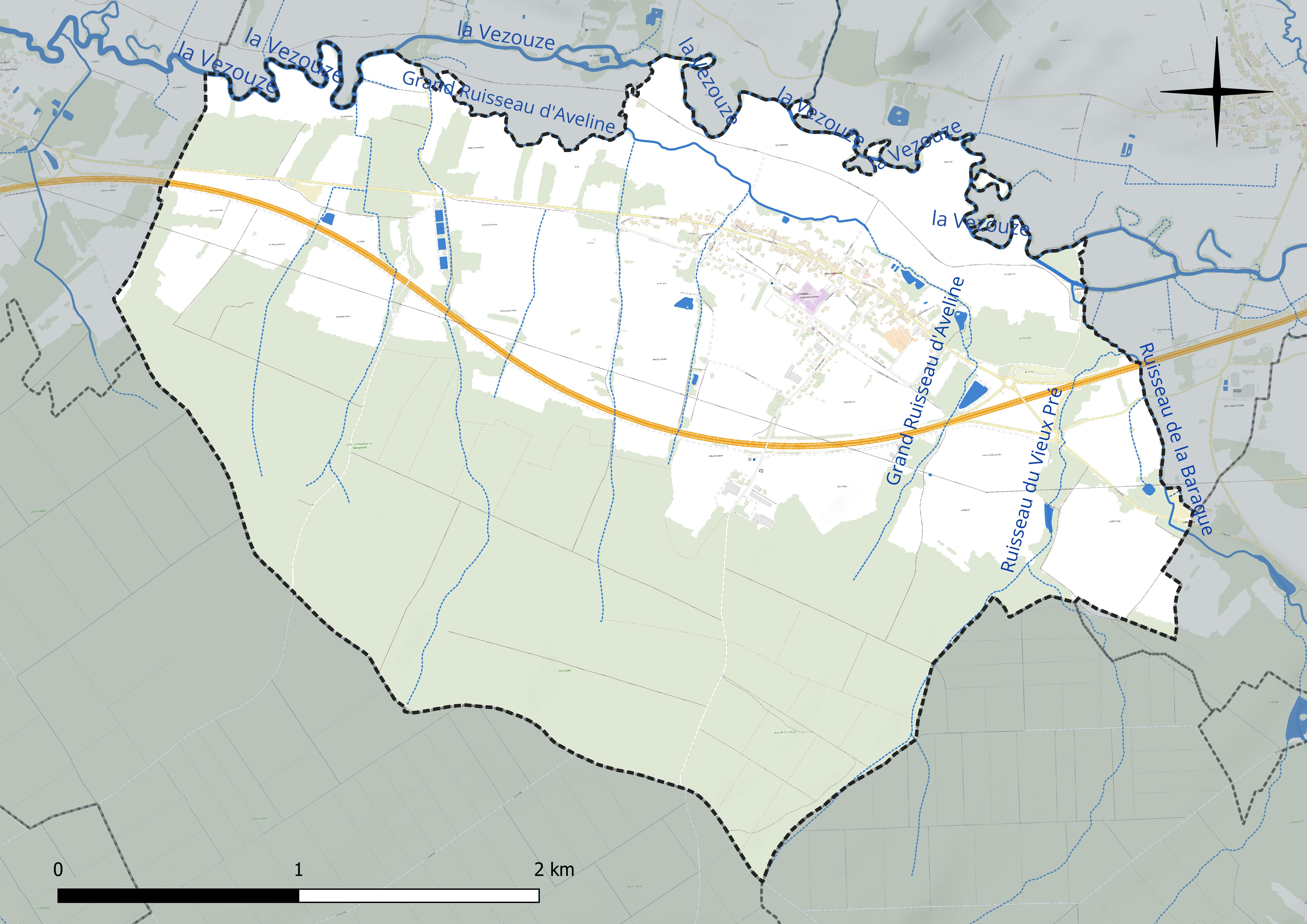
Bénaménil - rețeaua hidrografică.

### Climă
În 2010, clima comunei era de tip climat de margine montană, conform unui studiu al Centrului Național de Cercetare Științifică bazat pe o serie de date care acoperă perioada 1971-2000. În 2020, Météo-France publică o tipologie a climei Franței metropolitane în care comuna este expusă unui climat semi-continental și se află într-o zonă de tranziție între regiunile climatice „Lorena, platoul Langres, Morvan” și „Vosges”.
Pentru perioada 1971-2000, temperatura medie anuală este de 9,8 °C, cu o amplitudine termică anuală de 17 °C. Cantitatea medie anuală de precipitații este de 855 mm, cu 12 zile de precipitații în ianuarie și 9,5 zile în iulie. Pentru perioada 1991-2020, temperatura medie anuală observată la stația meteorologică cea mai apropiată, situată în comuna Saint-Maurice-aux-Forges la 14 km distanță în linie dreaptă, este de 10,5 °C, iar cantitatea medie anuală de precipitații este de 837,4 mm.
Pentru viitor, parametrii climatici estimati pentru comună, pentru anul 2050, conform diferitelor scenarii de emisii de gaze cu efect de seră, pot fi consultati pe un site dedicat publicat de Météo-France în noiembrie 2022.

## Urbanism

### Tipologie
La 1 ianuarie 2024, Bénaménil este clasificată ca o comună rurală cu habitat dispersat, conform noii grile comunale de densitate pe șapte niveluri definită de INSEE (Institutul Național de Statistică și Studii Economice) în 2022. Este situat în afara unității urbane și în afara zonei metropolitane a orașelor.

### Utilizarea terenului
Ocuparea solului în comună, așa cum reiese din baza de date europeană de ocupare biofizică a solului Corine Land Cover (CLC), este marcată de importanța pădurilor și a mediilor seminaturale (48,9% în 2018), în scădere față de 1990 (53,1%). Distribuția detaliată în 2018 este următoarea: păduri (48,9%), terenuri arabile (21,2%), pajiști (19,5%), zone industriale sau comerciale și rețele de comunicații (5,9%), zone urbanizate (4,4%), zone agricole eterogene (0,2%). Evoluția ocupării terenurilor în comună și a infrastructurilor sale poate fi observată pe diferitele reprezentări cartografice ale teritoriului: harta Cassini (secolul XVIII), harta de stat-major (1820-1866) și hărțile sau fotografiile aeriene ale IGN pentru perioada actuală (1950 până în prezent).

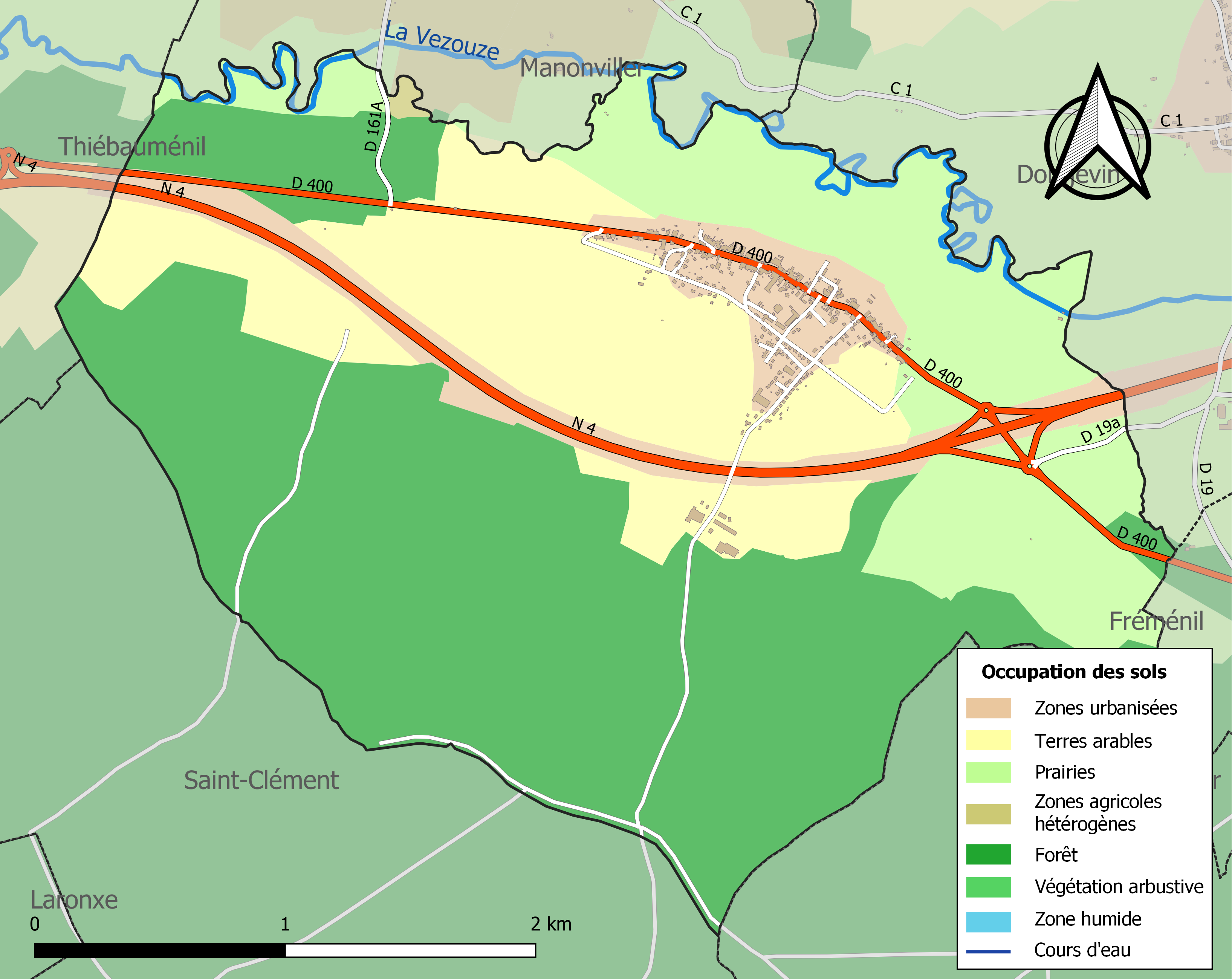
Harta infrastructurii și utilizării terenului a comunei în 2018 (CLC).

## Toponimie
Numele localității este atestat sub formele Bernardi vicus (1034); Bernartmanil (1277); Bernarmesniz (1313); Bernarmesnil (1494); Bénamesnil (1779).

## Istorie
- Probabilă prezență romană.
- În 1034, Bénaménil depinde de abația Saint-Rémy din Lunéville. În 1313, Ferry, duce de Lorena, își împarte teritoriul și locuitorii, o parte revenind starețului abației Saint-Remy, iar cealaltă parte scutierului Auber de Paroye[22].
- Satul a suferit mult din cauza războaielor secolului al XVII-lea, fiind incendiat în 1645 și 1646, rămânând doar 2 locuitori[23].
- Marchizul de Sablé se deplasează în fruntea trupelor sale în Lorena, unde îl înfruntă pe ducele Carol al IV-lea de Lorena pe 15 octombrie 1674. Este învins la Bénaménil de către loreni, care atacă la sfârșitul nopții. Santinelele nu dau alarma, iar angevinii, surprinși, se refugiază în biserica satului. Loreanții încep să distrugă edificiul pentru a-și îngropa adversarii sub dărâmături, dar aceștia preferă să se predea.
- În 1712, doar 7 sau 8 plugari și aproximativ douăzeci de muncitori săraci refugiați locuiesc acolo[24].
- Gara din Bénaménil de pe linia Lunéville - Blâmont - Badonviller este inaugurată de ministrul Albert Lebrun pe 13 august 1911. Este situată lângă centrul localității, pe un drum devenit Rue du Tacot. Traficul funcționează până în 1942, iar stația devine locuință[25].
- În 1917, războiul face ravagii și se înregistrează morți în pădurea comunală.
- Pe 6 decembrie 1924, comuna este citată în ordinul armatei pentru comportamentul locuitorilor săi în timpul Primului Război Mondial.

## Populația și societatea

### Date demografice
Evoluția numărului de locuitori este cunoscută prin recensămintele populației efectuate în comună începând din 1793. Pentru comunele cu mai puțin de 10 000 de locuitori, un recensământ al întregii populații este realizat la fiecare cinci ani, populațiile legale pentru anii intermediari fiind estimate prin interpolare sau extrapolare.
În 2022, comuna număra 590 locuitori, în creștere cu +1,72 % față de 2016 (Meurthe-et-Moselle: -0,13 %, Franța fără Mayotte: +2,11 %).
| An        | 1793 | 1806 | 1841 | 1861 | 1876 | 1886 | 1901 | 1921 | 1936 | 1962 | 1982 | 2006 | 2014 | 2022 |
| --------- | ---- | ---- | ---- | ---- | ---- | ---- | ---- | ---- | ---- | ---- | ---- | ---- | ---- | ---- |
| Populație | 445  | 524  | 700  | 613  | 671  | 635  | 511  | 452  | 361  | 414  | 438  | 529  | 574  | 590  |